# Central Otago
Die Ökoregion Central Otago ist eine von neun grob klassifizierten Ökoregionen Neuseelands.

## Geographie
Die Ökoregion Central Otago befindet sich im Süden der Südinsel von Neuseeland und umfasst das Distriktgebiet des Central Otago District, den östlichen Teil des Queenstown-Lakes District, den südlichen Teil des Waitaki Distrikt, den nördlichen Teil des Clutha District und den westlichen Teil des Stadtgebietes von Dunedin.

## Klimatische Bedingungen
Merkmal der Ökoregion Central Otago in klimatischer Hinsicht ist, dass die Region vom Südwesten über den Westen und Norden bis hin zum Nordosten von Bergen umgeben ist, die regenreiche Wolken abhalten und das Klima trotz der Nähe zum Meer einem kontinentalen Klima ähnelt, mehr als einem maritimen. Die Sommer sind entsprechend warm und trocken, die Winter hingegen, kalt und schneereich. Dementsprechend ist Central Otago die regenärmste Region des Landes.

## Flora und Fauna

### Vor der Besiedlung
Bevor Māori das Land besiedelten, gab es Wälder bestehend aus Mataī und Tōtara im Flachland und Wälder von Berg-Scheinbuchen sowie Silberne Scheinbuchen im feuchten Hochland. Die landschaftsbestimmende Vegetation bestand aus Tōtara, Kānuka, Kōwhai sowie Buschland aus Muehlenbeckia, Coprosma und Olearia. Der Verbrauch der Māori an Feuerholz führte zur Abholzung der Wälder und des Buschlandes. In Central Otago lebten verschiedene Arten des Moas, Haastadler, Eyles-Weihe, flugunfähige Gänse und Enten, Kākāpō und Takahē, sowie Reptilien wie Tuatara, Skinke und Geckos.

### Heute
Heute bestehen die weiten Ebenen Central Otagos, wenn nicht bewirtschaftet, vielfach aus Grasland und mit Tussock-Gras bewachsen. Nur vereinzelt sind noch kleine Teile von Wäldern zu finden, wie in der Gegend um Naseby, in einem Teil der Kakanui Mountains und in den Blue Mountains. Der Boden ist von graubrauner bis gelbbräunliche Erde bedeckt, der geologische Untergrund besteht weitgehend aus Glimmerschiefer. Weite Flächen werden für die Farmwirtschaft genutzt, in denen die Schafzucht die Haupteinnahmequelle darstellt. 1988 wurde geschätzt, dass rund 2 Millionen Schafe in der Region gehalten wurden.

#### Weinbau
In Otago liegt das gleichnamige Weinbaugebiet. Es ist das höchstgelegene Neuseelands. Die Reben profitieren hier vor allem von dem kontinental geprägten Klima, welches mit weniger Regen und höhere Temperatur verbunden ist, aber auch kältere Winter bringt. Es werden meist die Rebsorten Pinot Noir, Riesling, Pinot Gris und Chardonnay angebaut.